# George Fawcett
George Fawcett (Alexandria, 25 agosto 1860 – Nantucket, 6 giugno 1939) è stato un attore statunitense.

## Biografia
Nato in Virginia, George Fawcett fu un attore teatrale che, a metà degli anni dieci, passò a lavorare anche nel cinema. A teatro, recitò accanto a Mary Shaw, William Faversham, Laurette Taylor e May Irwin.
Il suo esordio cinematografico fu nel 1915 in Bill Haywood, Producer, un corto diretto da Tom Mix. Nella sua carriera, interpretò circa centocinquanta pellicole. Fu anche regista: tra il 1920 e il 1921, diresse infatti tre film, il primo dei quali, Deadline at Eleven, prodotto dalla Vitagraph.
George Fawcett era sposato con una collega, l'attrice Percy Haswell da cui ebbe una figlia.
Morì nel Massachusetts, a Nantucket, il 6 giugno 1939 all'età di 78 anni.

## Filmografia

### Attore (parziale)

#### 1915
- Bill Haywood, Producer, regia di Tom Mix - cortometraggio (1915)
- The Majesty of the Law, regia di Julia Crawford Ivers (1915)
- The Frame-Up, regia di Otis Turner (1915)

#### 1916
- The Corner, regia di Walter Edwards (1916)
- Betty of Greystone, regia di Allan Dwan (1916)
- Doug è uno scervellato (The Habit of Happiness), regia di Allan Dwan (1916)
- The Prince Chap, regia di Marshall Neilan (1916)
- Intolerance: Love's Struggle Throughout the Ages, regia di D.W. Griffith (1916)
- The Country That God Forgot, regia di Marshall Neilan (1916)
- The Crisis, regia di Colin Campbell (1916)

#### 1917
- Panthea, regia di Allan Dwan (1917)
- The Heart of Texas Ryan, regia di E.A. Martin (1917)
- Little Lost Sister, regia di Alfred E. Green (1917)
- The Friendship of Beaupere, regia di Alfred E. Green - cortometraggio (1917)
- L'uomo della fortuna (The Cinderella Man), regia di George Loane Tucker (1917)
- Shirley Kaye, regia di Joseph Kaufman (1917)

#### 1918
- The Beloved Traitor, regia di William Worthington (1918)
- Cuori del mondo (Hearts of the World), regia di D.W. Griffith (1918)
- The Great Love, regia di David W. Griffith (1918)
- The Hun Within, regia di Chester Withey (1918)
- The Talk of the Town, regia di Allen Holubar (1918)
- Lillian Gish in a Liberty Loan Appeal, regia di D.W. Griffith (1918)
- The Hope Chest, regia di Elmer Clifton (1918)

#### 1919
- Il romanzo della Valle Felice (A Romance of Happy Valley), regia di D.W. Griffith (1919)
- The Railroader, regia di Colin Campbell (1919)
- Le vestali dell'amore (The Girl Who Stayed at Home), regia di D.W. Griffith (1919)
- I'll Get Him Yet, regia di Elmer Clifton (1919)
- Amore sulle labbra (True Heart Susie), regia di D.W. Griffith (1919)
- Nobody Home
- Turning the Tables, regia di Elmer Clifton (1919)
- Per la figlia (Scarlet Days), regia di D.W. Griffith (1919)
- Il grande problema (The Greatest Question), regia di D.W. Griffith (1919)

#### 1920
- Two Weeks, regia di Sidney Franklin (1920)
- Babs, regia di Edward H. Griffith (1920)
- The Branded Woman, regia di Albert Parker (1920)
- Little Miss Rebellion, regia di George Fawcett (1920)
- Idols of Clay, regia di George Fitzmaurice (1920)
- Dangerous Business, regia di R. William Neill (Roy William Neill) (1920)

#### 1921
- Paying the Piper, regia di George Fitzmaurice (1921)
- Sentimental Tommy, regia di John S. Robertson (1921)
- Lessons in Love, regia di Chester Withey (1921)
- Moongold, regia di Will H. Bradley (1921)
- Little Italy, regia di George Terwilliger (1921)
- Nobody, regia di Roland West (1921)
- Burn 'Em Up Barnes, regia di George Beranger e Johnny Hines (1921)
- La vita è un sogno (Forever), regia di George Fitzmaurice (1921)
- Hush Money, regia di Charles Maigne (1921)
- The Way of a Maid, regia di William P.S. Earle (1921)
- Chivalrous Charley, regia di Robert Ellis (1921)

#### 1922
- Polly of the Follies, regia di John Emerson (1922)
- Oltre l'arcobaleno (Beyond the Rainbow), regia di Christy Cabanne (1922)
- Destiny's Isle, regia di William P.S. Earle (1922)
- His Wife's Husband, regia di Kenneth S. Webb (1922)
- Silas Marner, regia di Frank P. Donovan (1922)
- John Smith, regia di Victor Heerman (1922)
- Isle of Doubt, regia di Hamilton Smith (1922)
- La corsa al piacere (Manslaughter), regia di Cecil B. DeMille (1922)
- The Old Homestead, regia di James Cruze (1922)
- The Curse of Drink
- Ebb Tide, regia di George Melford (1922)

#### 1923
- Java Head, regia di George Melford (1923)
- Drums of Fate, regia di Charles Maigne (1923)
- Mr. Billings Spends His Dime, regia di Wesley Ruggles (1923)
- Just Like a Woman, regia di Scott R. Beal e Hugh McClung (1923)
- Only 38, regia di William C. de Mille (1923)
- La donna dalle quattro facce (The Woman with Four Faces), regia di Herbert Brenon (1923)
- Hollywood, regia di James Cruze (1923)
- Salomy Jane, regia di George Melford  (1923)
- Satana (His Children's Children), regia di Sam Wood (1923)
- West of the Water Tower, regia di Rollin S. Sturgeon (1923)

#### 1924
- Pied Piper Malone, regia di Alfred E. Green (1924)
- Il trionfo (Triumph), regia di Cecil B. DeMille (1924)
- The Breaking Point, regia di Herbert Brenon (1924)
- Code of the Sea, regia di Victor Fleming (1924)
- The Bedroom Window, regia di William C. de Mille (1924)
- Tess of the D'Urbervilles, regia di Marshall Neilan (1924)
- Barriere infrante (Broken Barriers), regia di Reginald Barker (1924)
- In Every Woman's Life, regia di Irving Cummings (1924)
- Lacrime di regina (Her Love Story), regia di Allan Dwan (1924)
- Sirena di acciaio (A Lost Lady), regia di Harry Beaumont (1924)

#### 1925
- The Mad Whirl, regia di William A. Seiter (1925)
- Il prezzo del potere (The Price of Pleasure), regia di Edward Sloman (1925)
- The Sporting Venus, regia di Marshall Neilan (1925)
- The Verdict, regia di Fred Windemere (1925)
- La brigantessa (Go Straight), regia di Frank O'Connor (1925)
- La scala del sogno (Up the Ladder), regia di Edward Sloman (1925)
- The Sporting Chance, regia di Oscar Apfel (1925)
- The Fighting Cub, regia di Paul Hurst (1925)
- Nine and Three-Fifths Seconds, regia di Lloyd B. Carleton (1925)
- The Home Maker, regia di King Baggot (1925)
- La vedova allegra (The Marry Widow), regia di Erich von Stroheim (1925)
- Souls for Sables, regia di James C. McKay (1925)
- The Circle, regia di Frank Borzage (1925)
- Some Pun'kins, regia di Jerome Storm (1925)
- Grazie! (Thank You), regia di John Ford (1925)
- Peacock Feathers, regia di Svend Gade (1925)
- Joanna, regia di Edwin Carewe (1925)

#### 1926
- Under Western Skies, regia di Edward Sedgwick (1926)
- Two Can Play, regia di Nat Ross (1926)
- The Flaming Frontier, regia di Edward Sedgwick (1926)
- Out of the Storm, regia di Louis J. Gasnier (1926)
- Il figlio dello sceicco (The Son of the Sheik), regia di George Fitzmaurice (1926)
- Uomini d'acciaio (Men of Steel), regia di George Archainbaud (1926)
- The Little Firebrand, regia di Charles Hutchison (1926)
- There You Are!, regia di Edward Sedgwick (1926)
- La carne e il diavolo (Flesh and the Devil), regia di Clarence Brown (1926)
- Man of the Forest, regia di John Waters (1926)
- The Waiter from the Ritz, regia di James Cruze (1926)

#### 1927
- See You in Jail
- Paying the Price, regia di David Selman (1927)

- The Enemy, regia di Fred Niblo (1927)
- La vita privata di Elena di Troia (The Private Life of Helen of Troy), regia di Alexander Korda (1927)

#### 1928
- Tempest, regia di Sam Taylor (1928)
- Prowlers of the Sea, regia di John G. Adolfi (1928)
- Luna di miele (The Wedding March), regia di Erich von Stroheim (1928)
- The Little Wildcat, regia di Ray Enright (1928)

#### 1929
- La canzone del cuore (Lady of the Pavements), regia di D.W. Griffith (1929)
- Fancy Baggage, regia di John G. Adolfi (1929)
- Sette anni di gioia (His Captive Woman), regia di George Fitzmaurice (1929)
- L'ondata dei forti (ide of Empire), regia di Allan Dwan (1929)
- Parigi che canta (Innocents of Paris), regia di Richard Wallace (1929)
- The Four Feathers, regia di Merian C. Cooper, Lothar Mendes, Ernest B. Schoedsack (1929)
- The Gamblers, regia di Michael Curtiz (1929)
- Ombre sul cuore (Wonder of Women), regia di Clarence Brown (1929)
- Cuori in esilio (Hearts in Exile), regia di Michael Curtiz (1929)
- Il bandito e la signorina (The Great Divide), regia di Reginald Barker (1929)
- The One Man Reunion, regia di Robert C. Bruce (1929)
- The Prince of Hearts, regia di Cliff Wheeler (1929)
- Fifì dimmi di sì (Hot for Paris), regia di Raoul Walsh (1929)

#### 1930
- Femmine di lusso (Ladies of Leisure), regia di Frank Capra (1930)
- Femmina (The Bad One), regia di George Fitzmaurice (1930)
- Il trapezio della morte (Swing High), regia di Joseph Santley (1930)
- La seduzione del peccato
- Once a Gentleman

#### 1931
- The Drums of Jeopardy, regia di George B. Seitz (1931)
- Personal Maid

### Regista
- Deadline at Eleven (1920)
- Little Miss Rebellion (1920)
- Such a Little Queen (1921)

## Spettacoli teatrali
- The Squaw Man di Edwin Milton Royle (Broadway, 23 ottobre 1905)

- The Great John Ganton -  3 maggio 1909 - giugno 1909